# 신시아 레논
신시아 릴리안 레논(혼전성 포웰(Powell), 영어: Cynthia  Lillian Lennon, 1939년 9월 10일 ~ 2015년 4월 1일)은 존 레논의 첫 번째 부인이다. 그녀는 《A Twist of Lennon》(1978), 《John》(2005) 등 레논과 관련된 두 권의 책을 출간했다.

## 생애
찰스 포웰과 릴리안 포웰 사이에서 태어났으며, 1957년 리버풀의 음악 학교에서 존을 만나 비틀즈가 명성을 얻기 직전 결혼했지만, 당시 10대 우상이었던 비틀즈의 이미지를 지키고자 결혼 사실을 숨겼다.
1962년 존 레논과 결혼하고 1963년 줄리안 레논을 낳았지만, 이들은 존이 오노 요코와 만나기 시작한 이후인 1968년 이혼했다.
비틀즈의 〈Hey Jude〉는 부모의 이혼에 상처받았을 줄리안을 위해 폴 매카트니가 줄리안의 이름을 주드로 바꿔 쓴 곡이다. 비틀즈의 유일한 공식 전기를 쓴 헌터 데이비스는 신시아를 유명한 남편에게 학대받는 '사랑스러운 여인'으로 묘사했으며, 존과 달리 "조용하고 말수가 적은데다 결코 히피가 아니었다"고 말했다. 음악 학교의 동료들도 두 사람의 스타일이 너무 달라서 관계가 지속할 것으로는 생각하지 않았다고 그는 덧붙였다.
신시아도 자서전에서 존을 질투심 많고 불안정한 사람으로 묘사했으며 자신이 비틀즈 초기 멤버였던 스튜어트 섯클리프와 춤을 췄을 때 존에게 맞았다고 밝히기도 했다. 하지만 2005년 인터뷰에서는 "그의 곁에 있는 것이 너무나 좋았고 모두가 그에게 경탄했다"며 레논의 카리스마를 칭송하기도 했다.

## 사망
2015년 4월 1일 스페인 마요르카의 자택에서 암으로 숨졌다. 향년 75세. 신시아의 아들 줄리안은 자신의 웹사이트와 트위터 계정을 통해 이 같은 사실을 알리면서 어머니를 위해 본인이 직접 가사를 쓰고 부른 노래를 담은 동영상을 올렸다. 부친의 창법을 모방한 이 노래에서 줄리안은 "제게 당신의 인생을 주셨지요, 사랑에 당신의 삶을 바쳤지요 … 당신의 사랑은 앞으로도 계속될 거예요"라며 그리움을 표현한다.
그의 대리인은 신시아가 짧지만 용감하게 암과 싸웠고 줄리안이 내내 그 옆을 지켰다고 전하면서 "기도에 감사하다. 어려운 시기에 사생활을 존중해 달라"고 밝혔다. 폴 매카트니는 블로그를 통해 "리버풀 시절부터 알았던 사랑스러운 여인이었다"며 "줄리안에게 좋은 엄마였고 우리 모두 그녀를 그리워할 것이며, 함께 했던 시간을 항상 기억할 것"이라고 밝혔다.
오노 요코는 이날 성명을 통해 "이와 관련된 뉴스를 접하고 매우 슬프다"며 "그는 매우 좋은 사람이자 줄리안의 완벽한 엄마였다"고 전했다. 그리고 "그녀는 삶에 대한 강한 열정을 가지고 있었다"고 덧붙였다.

## 같이 보기
- 존 레논
- 비틀즈
- 폴 매카트니